# خلية دبقية قليلة التغصن
خَلية دِبقية قَليلة التَغصن (بالإنجليزية: Oligodendrocyte)‏ أو (بالإنجليزية:  oligodendroglia)‏ هي نوع من الخلايا العصبية تتمثل وظائفها الرئيسية بتوفير الدعم والعزل للمحاوير في الجهاز العصبي المركزي لبعض الفقاريات، وهذا يكافئ وظيفة خلايا شوان في الجهاز العصبي المحيطي. تقوم الخلايا الدبقية قليلة التغصن بوظيفتها عن طريق تكوين غمد الميالين. يمكن لخلية واحدة قليلة التغصن أن تدعم حتى 50 محوارًا، إذ تلف نحو 1 ميكروميتر من غمد الميالين حول كل محوار؛ بينما يمكن لخلايا شوان أن تلتف حول محوار عصبي واحد فقط. تشكل كل خلية قليلة التغصن قطعة واحدة من الميالين لعدة محاوير مجاورة.
توجد الخلايا الدبقية قليلة التغصن فقط في الجهاز العصبي المركزي الذي يتألف من الدماغ والنخاع الشوكي. كان يعتقد في الأصل أن هذه الخلايا تُنتج في الأنبوبة العصبية البطنية. بيد أن الأبحاث حاليًا تظهر أن الخلايا الدبقية قليلة التغصن تنشأ من المنطقة البطينية البطنية للنخاع الشوكي الجنيني وربما يوجد بعض التجمعات الخلوية في الدماغ الأمامي. هي آخر نوع خلية يتم إنشاؤه في الجهاز العصبي المركزي. اكتُشفت الخلايا الدبقية قليلة التغصن من قِبل العالم الإسباني بيو ديل ريو هورتيغا.

## تصنيف
الخلايا الدبقية قليلة التغصن هي نوع من الخلايا الدبقية. تنشأ أثناء التطور من الخلايا السلفية الدبقية قليلة التغصن (أو بّي سي) والتي يمكن تحديدها من خلال عدد المستضدات على سطحها، كمستضد الغانغليوزيد GD3، وكوندرويتين كبريتات البروتيوغليكان CSPG4  أو المستضد العصبي-الدبقي 2 (NG2)، والوحدة الفرعية لمستقبل عامل النمو المشتق من الصفيحات (PDGF-alphaR). تُصنف الخلايا الدبقية قليلة التغصن الناضجة بشكل واسع إما تحت جناح الخلايا الدبقية قليلة التغصن الساتلية الميالينية أو غير الميالينية. عادةً ما تُحدد السلائف والأنواع الناضجة من خلال تعبيرها لعامل النسخ قليل التغصن OLIG2.

## تطور الخلايا
تتطور معظم الخلايا قليلة التغصن أثناء التخلق الجنيني والحياة المبكرة بعد الولادة من مناطق جنينية حول بطينية محدودة. يرتبط تكوين الخلايا قليلة التغصن في دماغ البالغ بالخلايا السلفية المحصورة بالخلايا الدبقية، والمعروفة باسم الخلايا السلفية الدبقية قليلة التغصن (أو بّي سي). تهاجر خلايا الحيز تحت البطيني بعيدًا عن الأحياز الجنينية، لتقبع في كل من المادة البيضاء والرمادية النامية حيث تتمايز وتنضج لتصبح خلايا قليلة التغصن مكونة للميالين. ومع ذلك، ليس واضحًا ما إذا كانت جميع أسلاف الخلايا قليلة التغصن تخضع لسلسلة الأحداث هذه.
في الفترة بين منتصف الحمل والولادة، عُثر على سلالة الخلايا الدبقية قليلة التغصن البشرية الكلاسيكية بمراحلها المتتالية الثلاثة في المادة البيضاء في الدماغ البشري، الخلايا السلفية الدبقية قليلة التغصن، الخلايا الدبقية قليلة التغصن غير الناضجة (غير الميالينية)، والخلايا الدبقية قليلة التغصن الناضجة (الميالينية). وقد اقتُرح أن بعضها تخضع  للاستماتة، وأخرى تفشل في التمايز إلى خلايا قليلة التغصن ناضجة ولكنها تستمر كخلايا سلفية دبقية بالغة قليلة التغصن. بشكل ملحوظ، يمكن زيادة عدد الخلايا الدبقية قليلة التغصن الناشئة في الحيز تحت البطيني بشكل كبير عن طريق إعطاء عامل النمو البشروي (EGF).

## الأَهمية
1. تُشارك في دَعم العَصبون.
2. تَشكيل غِمد الميالِين حَول العصبونات فِي الجِهاز العَصبي المَركزي.